# Banana Semedo
Banana Semedo es una localidad caboverdiana del municipio de Santa Catarina.

## Geografía
La localidad está situada en la isla de Santiago.

## Organización territorial
La localidad abarca los lugares y barrios de:
- Banana Semedo
- Cova Furtado
- Covão Furtado
- Foga Gato
- Fonte Semedo